# Coronation Gulf
Der Coronation Gulf (englisch für „Krönungs-Golf“) ist ein Gewässer zwischen Victoria Island und der Festlandküste des kanadischen Territoriums Nunavut. 
In den Golf münden u. a. der Coppermine River, der Tree River, der Burnside River, der Richardson River und der Rae River. Der Golf ist im Nordwesten über die Dolphin and Union Strait mit dem Amundsen-Golf und im Nordosten über die Dease Strait mit dem Queen Maud Gulf verbunden. Er ist Teil des Arktischen Ozeans. Die größten Inseln im Golf zählen zum Duke-of-York-Archipel und den Jameson Islands. Im Südwesten liegt die Richardson Bay. Der Kiluhiqtuq (vormals Bathurst Inlet) ist eine südliche Nebenbucht. Dort liegt die verlassene Siedlung Bathurst Inlet.
Der erste Europäer, der den Golf entdeckte, war Samuel Hearne, der an der Mündung des Coppermine River den Coronation Gulf erreichte. Er wurde von Sir John Franklin im Jahre 1821 so benannt, zu Ehren der Krönung von König Georg IV. Die Umwelt und die Kultur der ansässigen Inuit wurden von Rudolph Anderson (1876–1961) und Diamond Jenness (1886–1969) im Jahr 1916 als Teil der kanadischen Arktis-Expedition untersucht.